# Sclerodontium clavinerve
Sclerodontium clavinerve är en bladmossart som beskrevs av H. Crum 1986. Sclerodontium clavinerve ingår i släktet Sclerodontium och familjen Dicranaceae. Inga underarter finns listade i Catalogue of Life.